# ديار آل صريمان (حورة)
'

تعديل مصدري - تعديل

ديار ال صريمان هي إحدى قرى عزلة حوره بمديرية حورة التابعة لمحافظة حضرموت، بلغ تعداد سكانها 124 نسمة حسب تعداد اليمن لعام 2004.